# Daniel Kawczyński
Daniel Robert Kawczyński  (ur. 24 stycznia 1972 w Warszawie) – brytyjski polityk Partii Konserwatywnej polskiego pochodzenia. Od 2005 do 2024 członek Izby Gmin z okręgu Shrewsbury and Atcham.

## Wczesne życie
Daniel Kawczyński urodził się 24 stycznia 1972 roku w Warszawie. Jest synem Haliny i Leonarda Kawczyńskich. W wieku 6 lat wraz z matką wyemigrował do Wielkiej Brytanii. Uczył się w szkole rzymskokatolickiej St George's College w Weybridge, potem w Birmingham Polytechnic, a następnie studiował biznes i język francuski na Uniwersytecie w Stirling w Szkocji. W 1991 roku był prezesem Stowarzyszenia Konserwatystów na uczelni. Edukację zakończył w 1994 roku. 
Po studiach krótko pracował w branży rozrywki biznesowej, a następnie został opiekunem klienta międzynarodowego w branży telekomunikacyjnej. Stanowisko to zajmował od 1994 do 2004 r.

## Kariera polityczna
Kawczyński był kandydatem Partii Konserwatywnej w wyborach do parlamentu w 2001 roku z okręgu Ealing Southall w Londynie. Zajął drugie miejsce z 18,3% głosów. W wyborach w 2005 roku został wybrany na kandydata w okręgu Shrewsbury i Atcham. Tym razem zdobył mandat z 37,7% głosów i zastąpił na stanowisku Paula Marsdena z Partii Pracy.
Po wejściu do parlamentu założył ponadpartyjną grupę parlamentarną (All Party Parliamentary Group) mającą wspierać producentów mleka wobec coraz trudniejszej sytuacji na rynku. Inicjatywa znalazła poparcie pośród ponad 70 posłów, w tym u lidera Partii Konserwatywnej Davida Camerona. Kawczyński zasiadał w Komisji Specjalnej ds. Rozwoju Międzynarodowego i Komisji Specjalnej ds. Sprawiedliwości, aczkolwiek w 2009 został skrytykowany przez Birmingham Post za to, że nie uczestniczył regularnie w posiedzeniach.  
W 2007 roku głosował za obniżeniem limitu legalnej aborcji z 24 tygodni do 12, co uzasadniał tym, że obowiązujący obecnie limit 24 tygodni "nie jest zgodny z chrześcijańskim społeczeństwem". Głosował przeciwko poprawce Izby Lordów mającej na celu zniesienie przestępstw bluźnierstwa. W następstwie skandalu dotyczącego wydatków parlamentarnych w Westminsterze w 2009 r. Kawczyński otrzymał nakaz zwrotu 4000 funtów za koszty czynszu, które zawyżał. W 2010 roku Kawczyński wezwał do uchylenia zakazu polowania na lisy. W wyborach parlemanentarnych w 2010 roku został ponownie wybrany z 43,9% głosów. 
We wrześniu 2012 r. został mianowany prywatnym sekretarzem parlamentarnym (Parliamentary Private Secretary) nowego ministra ds. Walii – Davida Jonesa. Po utracie roli przez Jonesa w 2014 roku, Kawczyński został doradcą premiera Davida Camerona ds. Diaspory Europy Środkowo–Wschodniej. 
Kawczyński głosował za legalizacją małżeństw jednopłciowych w 2013 r. Krótko potem ujawnił, że sam pozostaje w związku jednopłciowym. W tym samym roku spotkał się z bezaprobatą prasy za skrytykowanie niepełnosprawnego mężczyzny na wózku inwalidzkim za żebranie przed budynkiem Parlamentu.  
W latach 2011–2016 był przewodniczącym międzypartyjnej grupy ds. Arabii Saudyjskiej i kierował delegacjami do tego kraju. Był też przewodniczącym międzypartyjnej grupy ds. Libii, ale ta została rozwiązana. W 2015 roku Kawczyński został po raz kolejny wybrany na przedstawiciela okręgu Shrewsbury and Atcham w Izbie Gmin, zdobywając 45,5% głosów.  
Daniel Kawczyński jest zdecydowanym zwolennikiem rządu Arabii Saudyjskiej. Podczas jednej ze swoich podróży powiedział Salmanowi Al Saudowi, że jest dumny ze współpracy wojskowej między obydwoma krajami. Później dodał, że pisze "najbardziej pro-saudyjską książkę, jaką kiedykolwiek napisał brytyjski polityk" i że "przez wiele lat walczył z niezwykłą ignorancją i uprzedzeniami wobec Arabii Saudyjskiej”. W czasie wystąpienia w programie BBC Newsnight bronił podejścia saudyjskiego reżimu do wojny w Jemenie wobec zarzutów o udział w zbrodniach wojennych i oskarżył program o stronniczość. Zagroził też, że pozwie redaktora programu Iana Katza za sugerowanie, że reakcja Kawczyńskiego na zarzuty wobec Arabii Saudyjskiej może mieć podłoże finansowe. W lutym 2014 roku odbył podróż, której koszt w wysokości 5 292 funtów został opłacony przez saudyjską ambasadę w Londynie.  
W 2017 roku, tuż po kolejnej reelekcji, Kawczyński został skierowany do partyjnej komisji dyscyplinarnej. Podczas wewnątrzpartyjnego śledztwa przyznał, że namawiał pracowniczkę konserwatywnej zastępczyni spikera Eleanor Laing, by ta umówiła się na randkę z jego znajomym biznesmenem. Mężczyzna miał być starszy od jej ojca. Zdarzenie miało miejsce 4 lata wcześniej. Kawczyński do końca nie uważał, że postąpił niewłaściwie.  
Od lutego 2018 roku Kawczyński otrzymywał 6000 funtów miesięcznie od Electrum Group, firmy inwestycyjnej, doradczej i zarządzającej aktywami z siedzibą w Nowym Jorku, której właścicielem jest Thomas Kaplan. Kawczyński bronił swojego związku z amerykańską firmą, mówiąc, że pracę dla nich wykonuje w wolnym czasie. 

2 lutego 2019 roku Kawczyński został skrytykowany za opublikowanie na Twitterze fałszywej informacji na temat pomocy z Planu Marshalla po II wojnie światowej. Napisał: 
"Wielka Brytania pomogła wyzwolić pół Europy. W trakcie procesu zastawiła sobie hipotekę. Nie było planu Marshalla dla nas tylko dla Niemiec. Zrezygnowaliśmy z reparacji wojennych w 1990 r. Od czasu naszego przystąpienia do UE wpłaciliśmy 370 miliardów funtów. Patrzcie jak traktuje nas teraz niewdzięczna UE. Będziemy pamiętać."
W rzeczywistości Wielka Brytania otrzymała 2,7 miliarda dolarów, a więc najwięcej środków ze wszystkich krajów w Europie. Niemcy otrzymały 1,7 miliarda. Kawczyński nie usunął ani nie sprostował swojej wypowiedzi.   
W 2020 roku otrzymał reprymendę za dzielenie platformy z prawicowymi, populistycznymi politykami, takimi jak premier Węgier Viktor Orban i były wicepremier Włoch Matteo Salvini, podczas konferencji zorganizowanej przez holenderską Fundację im. Edmunda Burke'a. Politycy Partii Pracy wezwali do zawieszenia Kawczyńskiego w obowiązkach posła. Ostatecznie dostał formalne ostrzeżenie ze strony Partii Konserwatywnej, która uznała takie postępowanie za "niedopuszczalne".   
W 2024, kandydując z ponownie ustanowionego okręgu wyborczego Shrewsbury, nie został wybrany do Izby Gmin.   

## Życie prywatne
W 2000 roku Daniel Kawczyński poślubił Kate Lumb, z którą ma córkę Alexis. Para rozwiodła się w 2011 roku. W czerwcu 2013 roku oznajmił publicznie, że jego nowym partnerem jest mężczyzna. Był drugim posłem w Wielkiej Brytanii, który ujawnił się swoją biseksualną orientację. Pierwszym był Simon Hughes z partii Liberalnych Demokratów. 9 listopada 2019 roku Kawczyński zalegalizował związek ze swoim brazylijskim partnerem od 8 lat. Ceremonia zawarcia związku partnerskiego odbyła się w Izbie Gmin.
W 2010 roku Kawczyński opublikował książkę pod tytułem "Poszukując Kadafiego" ("Seeking Gaddafi").